# Vivarium (Roma)
O Vivarium era o local onde os antigos romanos mantinham os animais selvagens usados nos seus entretenimentos. Situava-se perto do Portão Prenestina de Roma. Durante o primeiro cerco a Roma nas Guerras Góticas, os godos quebraram parte da parede do Vivarium na tentativa de entrar na cidade. Esta tentativa falhou porque o muro regular da cidade guarnecido por soldados bizantinos estava atrás do muro do Vivarium e Belisário atacou a retaguarda dos godos perto do Portão Prenestina.
De acordo com a escritora Charlotte Anne Eaton, um segundo vivarium menor estava localizado perto do Coliseu e estava conectado a ele por uma passagem baixa e abobadada. Este viveiro estava localizado abaixo do convento de São João e São Paulo no Monte Coeliano. Este viveiro era uma necessidade prática por causa da distância considerável entre o Vivarium da Porta Maggiore e o Coliseu.